# ساوت چارلستون (اوهایو)
ساوت چارلستون (به انگلیسی: South Charleston) یک منطقهٔ مسکونی در ایالات متحده آمریکا است که در شهرستان کلارک، اوهایو واقع شده‌است. ساوت چارلستون ۳٫۲۰ کیلومتر مربع مساحت و ۱٬۶۹۳ نفر جمعیت دارد و ۳۴۲٫۹ متر بالاتر از سطح دریا واقع شده‌است.